# Всёвозможно
«Всёвозможно» — альбом российской рок-группы «Сансара».
Альбому предшествовали мини-альбом «Сансара» (1998) и сингл «On-line (Втроём легче)» (1999).

«Всё возможно» стал первым полноценным студийным релизом группы.

## Список композиций
1. Го! (3:38)
2. On-line (Втроём легче) (3:29)
3. Всё возможно (3:22)
4. Бинокли (3:14)
5. Всего так много (4:15)
6. Небодалеко.com (2:54)
7. Яблоки (2:26)
8. Секретные материалы (feat. Фрески) (3:13)
9. Кабо Абэ (2:47)
10. Лучше не бывает (3:44)
11. Не надо движений (1:19)
12. Море/More (2:44)
13. *(&`%$#@! (0:10)
14. .#;&% *(_ (0:10)
15. Пока, Покемоны! (3:22)
16. Яблоки II (5:44)*

*(только на лимитированном издании)

## Исполнители
- Александр Гагарин — ак. гитара, голос
- Сергей Королёв — гитара
- Андрей Просвирнин — бас
- Александра Кучерова — ударные

Также в записи принимали участие:
- Руслан Манин — баян (03,10,13)
- Владимир Елизаров — гитара (02,05)
- Ольга Патракова- скрипка (11)
- Мария Суворова — вокал (11)
- Андрей Давыденко — groovebox (02,08)
- Роман Зайнулин — гитара (08)
- Василий Кузнецов — программирование (15)
- Валерий Вильчинский — шумы (11)
- Юрий и Алёна Кучеровы — мосты
- Егор Медовухин — яблоки

## Запись и оформление
- Продюсирование — Владимир Шахрин & «Сансара»
- Саунд продюсер — Владимир Елизаров
- Песни — Александр Гагарин
- Идея обложки — Владимир Кучеров, Александр Лебедев

Записано и сведено на студии «SVE-records» (г. Екатеринбург)
- Звукоинженеры: Сергей Тучин, Леонид Порохня

Кроме 11, 15 — Записано и сведено на студии «Вавилон Звук» (г. Екатеринбург)
- Инженер записи и сведения Валерий Вильчинский
- Мастеринг — Владимир Елизаров (SVE-records)